# Touri
Pour les articles homonymes, voir Toury.
Ne doit pas être confondu avec Touré.
Touri est un village du département et la commune rurale de Zogoré, situé dans la province du Yatenga et la région du Nord au Burkina Faso.

## Géographie

### Situation et environnement
Touri se trouve à 5 km à l'ouest de Zogoré, le chef-lieu du département, et de la route nationale 10, ainsi qu'à environ 35 km au sud-ouest du centre de Ouahigouya.

### Démographie
- En 2006, le village comptait 296 habitants recensés[1].

## Santé et éducation
Le centre de soins le plus proche de Touri est le centre de santé et de promotion sociale (CSPS) de Zogoré tandis que le centre hospitalier régional (CHR) se trouve à Ouahigouya.
Touri possède une école primaire publique.